# Antonio Sinibaldi
Antonio Sinibaldi, OFMConv (Segni, 26 de novembro de 1937 – São Luís, 7 de setembro de 1987) foi um frade franciscano conventual italiano enviado em missão ao Brasil. Ficou conhecido por ter doado sua vida pelo salvamento de jovens vítimas de um naufrágio. Está em processo de beatificação, sendo considerado servo de Deus pela Igreja Católica.

## Biografia
Nascido no dia 26 de novembro de 1937 em Segni, na Itália, Antonio Sinibaldi iniciou sua vida religiosa ao ingressar precocemente, aos 13 anos, na Ordem dos Frades Menores Conventuais.
Em 1968, ele chegou ao Maranhão. Após dois anos à frente dos trabalhos pastorais na cidade de Vargem Grande, o padre foi transferido para São Luís. Na capital, ele se dedicou ao constante trabalho social em comunidades.
Na manhã do dia 7 setembro de 1987, o barco que conduzia Frei Antonio e 18 jovens da Paróquia São Francisco de Assis para um passeio na Ilha do Medo (na Baía de São Marcos, em São Luis) naufragou. Dentre estes, 2 sabiam nadar e outros 16 Frei Antonio salvou do afogamento. No seu extremo esforço para resgatá-los a nado, o frade franciscano foi vencido pelo cansaço e não resistiu, falecendo aos 49 anos de idade. Atualmente seu túmulo é venerado na Igreja matriz da paróquia São Francisco de Assis, igreja fundada por ele.

## Beatificação
No ano dia 25 de fevereiro de 2014, o então bispo da Arquidiocese de São Luís, Dom José Belisário da Silva deu início ao seu processo de beatificação.